# Сверхвоины
Сверхво́ины — американский ситком-боевик, созданный Лео Чу и Эриком Гарсией. Премьера состоялась (как предварительный просмотр) на Nickelodeon 17 января 2011 года в Соединённых Штатах. Серии начали регулярно выходить с 16 апреля 2011 года по 7 мая 2013 года, когда было объявлено, что шоу будет отменено.

## Краткое содержание
Майк Фуканага — главный герой — был скромным фанатом саги «Звёздные войны» и никогда не осознавал, что обладает боевым талантом. Однажды под кроватью он обнаружил потайной ход в подземный додзё — место, где тренируются в японских боевых искусствах. В додзё Майка поджидал его дедушка, который помог внуку встать на путь настоящего ниндзя, ведь наш герой должен продолжить дело своих предков, великих бойцов. Его гибкость и скорость реакции вместе с нунчаками и сюрикеном, оружием настоящих ниндзя, позволяют побеждать злодеев Эмпайр Сити.
Верный напарник Майка Фуканаги — весельчак Оуэн Рейнолдс. Он любит строить из себя шоумена, порой отпускает обидные шуточки и много ест, но при этом привлекателен и обаятелен. Его оружие — гибкий шест, с которым герой может вытворять великое множество трюков.
Третий участник команды «Суперниндзя» — девушка Аманда МакКей, к которой неравнодушен главный герой. Несмотря на то, что Аманда блондинка-чирлидер и дочка богатого папы (её отец держит крупное казино в Эмпайр Сити), она — настоящая боевая напарница, мастерски владеющая японскими дубинками тонфа.
Вместе убойное трио «Суперниндзя» сражается против Рифмоплёта, Катары, Гиганта Харли и ещё двух десятков негодяев и целых банд, стремясь восстановить правосудие и порядок в городе. У ребят всё в порядке не только с координацией и силой удара, но и с чувством юмора: искромётные шутки сыплются с экрана.

## Актёрский состав и персонажи
- Райан Поттер — Майк Фуканага, главный герой. Японо-американец. Тих и застенчив, никогда вполне не раскрывает свой потенциал. Имеет чувства к своей подруге Аманде.
- Карлос Найт — Оуэн Рейнолдс, лучший друг Майка, поддерживающий Сверхвоинов. Имеет афро-американское происхождение. Немного эксцентричный, имеет тенденцию слишком остро реагировать, но является влиятельным воином. Время от времени ленив. Он — единственный, кто называет дедушку Фуканага «Голограммыч».
- Грейси Дзинни — Аманда Маккей. Когда она была похищена Раймером, Сверхвоины приезжают, чтобы спасти её. Обнаружив, кто её спасатели, просится присоединиться к ним, угрожая рассказать всем об Оуэне и Майке, и таким образом становится третьим членом группы. В эпизоде «Землетрясение» она понимает, что полюбила Майка, и постоянно показывает признаки ревности к нему и Джули.
- Джордж Такей — Хатори Фуканага, Дедушка «Голограммыч», основатель Сверхвоинов, умерший дедушка Майка. Голограмма, несущая семейное наследие ниндзя, он обучает Сверхвоинов в подземной до-дзё, используя робота.
- Ямато — Робот владеющий разными боевыми искусствами
- Кагемар Фуканага-брат близнец Голаграмыча и глава клана Ишина, ищет парящий меч.
- Коннор Фуканага-кузен Майка, внук Акимы вначале Коннор очень раздражал кузена и его друзей, был влюблён Аманду, но потом они узнают что он второй великий мастер после Кагемара
- Список эпизодов

| Сезон | Сезон | Эпизоды | Период            | Период          |
| Сезон | Сезон | Эпизоды | Премьера в России | Финал в России  |
| ----- | ----- | ------- | ----------------- | --------------- |
|       | 1     | 25      | ноябрь 4, 2011    | ноябрь 12, 2012 |
|       | 2     | 13      | TBA               | TBA             |